# Freiwilliger Arbeitsdienst (Österreich)

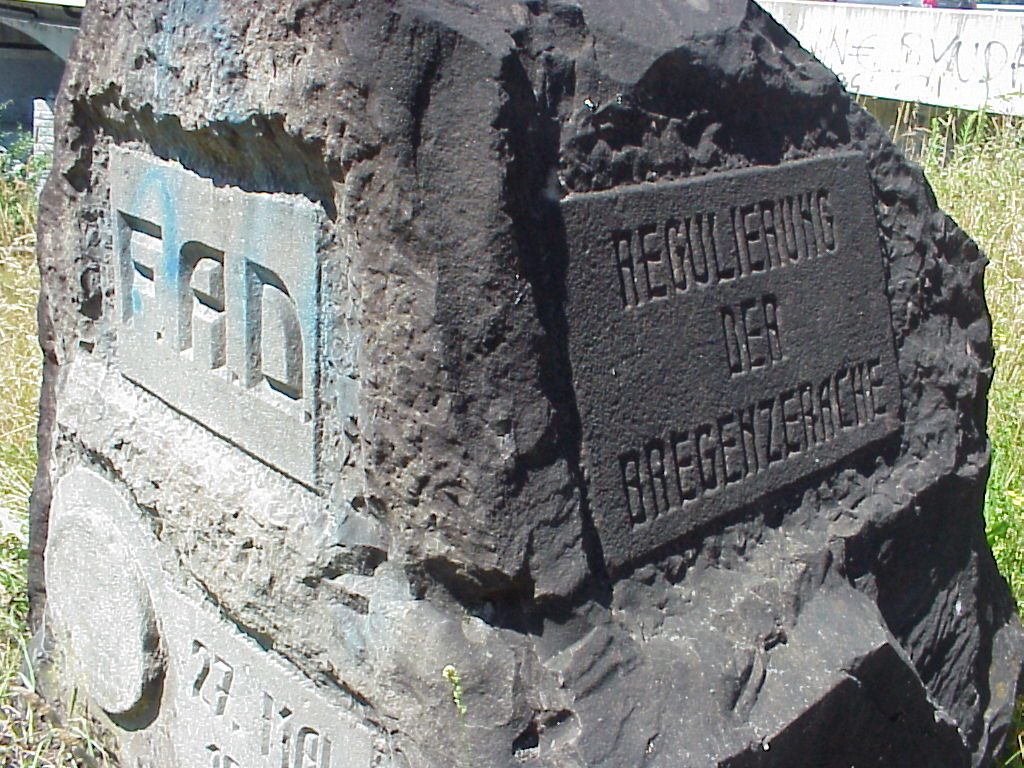
FAD-Gedenkstein am Bregenzer Brückenkopf der Harder-Brücke, anlässlich der Regulierung der Bregenzer Ach durch den FAD am „Tag der Jugend“ (27. Mai 1934)

Der Freiwillige Arbeitsdienst (FAD) war ein Arbeitsbeschaffungsprogramm in der ersten Republik und dem Bundesstaat Österreich. Er wurde im August 1932 nach dem Vorbild des Freiwilligen Arbeitsdiensts der Reichsanstalt für Arbeitsvermittlung und Arbeitslosenversicherung der Weimarer Republik beschlossen.

## Geschichte
Im Oktober 1933 leisteten 20.000 Personen in 240 Lagern Arbeitsdienst, die Hälfte davon lebte in den Arbeitsdienstlagern. Sie wurden bei Großprojekten (Höhenstraße auf den Kahlenberg, Reichsbrücke, Hochwasserdämme) eingesetzt und trugen graue Uniformen. Die Arbeitslager wurden hauptsächlich von paramilitärischen Verbänden (z. B. Heimwehr oder Ostmärkische Sturmscharen) und den christlichen Gewerkschaften betrieben.
Im Ständestaat wurde der Arbeitsdienst in Staatlicher Arbeitsdienst bis 1935 weiter ausgebaut, dann aber stark reduziert (1937: 4500 Personen). 1936 wurde er in Staatlicher Arbeitsdienst (SAD) umbenannt, die Lager verstaatlicht und die Aufnahme („bedarfsmäßiger Zugang“) von den Arbeitsämtern geregelt.